# 高田純次の年金生活
高田純次の年金生活（たかだじゅんじのねんきんせいかつ）は、BSジャパンで2012年4月8日から2013年3月24日まで放送されていた情報・教養番組。高田純次の冠番組である。

## 概要
65歳を迎えた高田純次が、趣味や仕事で充実した生活を送る65歳以上の一般人や芸能人（番組内では「今週のハッピーシニア」と呼称）に密着してライフスタイルを学んでいく番組であったが、番組放送開始30回目からは、訪れた街のシニア世代と触れ合いながら散策をする街歩き番組へと内容が変化していった。
なお、BSジャパン以外でも、山口放送で2013年1月から3月まで月曜9:25 - 10:20に、同年4月5日から19日まで金曜9:25 - 10:20に放送されたほか、広島テレビでも2013年1月から同年3月18日まで、月曜10:30 - 11:25に放送していたことがある。なお、いずれも日本テレビ系列である。

## 出演者
- 高田純次
- 相内優香（テレビ東京アナウンサー）

## スタッフ
- ナレーション：犬山イヌコ
- 企画：細井達也（BSジャパン）
- 構成：西田哲也、荘所哲也、飯野友輔
- 編集：土屋初枝、近藤裕彦、三浦淳、山下直哉
- MA：坂入寛幸、岡田晋一、達林正幸
- 音響効果：和気誠司
- 技術：猪俣康幸、小瀧裕之、池田昌俊、落合浩之、宮川公一郎、清原光彰、小西聡、佐々木崇（ファーストハンド）
- リサーチ：ニューズクリエイト
- タイトルCG：辻井宏之、澤口明宏
- 編成：伊藤淳也（BSジャパン）
- 番組宣伝：山室泰造（テレビ東京）
- デスク：門田理紗
- AP：森美恵子、田中真理、高川浩子
- AD：鶴田大二郎、木村真菜、西村有貴、山崎久実
- ディレクター：高橋敬治、舩津翔、福井亮一、西村洋祐、鬼頭理三、岡田孝弘
- プロデューサー：岡田英吉→渡辺大樹（テレビ東京）、小幡真万（ZIPPY PRODUCTION）
- 製作：BSジャパン、ZIPPY PRODUCTION

## 番組テーマ曲
オープニング
- ポール・アンカ『ダイアナ』

エンディング
- ルイ・アームストロング『この素晴らしき世界』